# Paula Seling
Paula Seling (n. 25 decembrie 1978, Baia Mare) este o cunoscută artistă, interpretă, personalitate TV, compozitoare, fostă realizatoare de emisiuni radio, și jurată în cadrul competiției muzicale internaționale X Factor, sezonul 1.
Împreună cu interpretul Ovi, Paula a reprezentat România la Concursul Muzical Eurovision 2010, unde duetul lor a ocupat locul 3, și la Eurovision 2014, unde s-au clasat pe poziția a 12-a.

## Viața timpurie
Paula Seling s-a născut pe 25 decembrie 1978 în Baia Mare. A absolvit Colegiul „Gheorghe Șincai” din Baia Mare în 1997, iar apoi Școala Superioară de Jurnalistică din București. A studiat canto și pian.
Paula Seling a cântat la pian de la vârsta de 6 ani, studiind la "School of Performing Arts" cu Mariana Tilca. La vârsta de 10 ani a început să cânte în corul școlii, devenind în curând solistă, iar la vârsta de 15 ani s-a alăturat unei trupe, "Enders".
"Am învățat foarte multe despre muzică prin participarea la concursuri de pian naționale și la nivel județean, festivaluri și concursuri de muzică corală. Acesta a fost succesul meu în aceste performanțe care m-au ajutat în găsirea încrederii. Am învățat foarte multe în acest timp... am câștigat experiență și încredere în sine ca urmare a performanțelor de succes" spune artista.
La 10 ani a început să cânte în corul școlii unde i-a plăcut foarte mult. A devenit curând vocalistă, a fost începutul interesului său concentrat pentru muzică. Când avea între 11 și 15 ani, a învățat multe despre muzică participând la concursuri naționale și județene de pian, festivaluri și concursuri de muzică corală. Succesul său în aceste spectacole a fost cel care a ajutat-o să-și găsescă încrederea. A învățat multe în acest timp, a câștigat ceva experiență și încredere în sine în urma unor performanțe reușite.
Anii au trecut, iar la vârsta de 15 ani s-a înscris la cursurile de la Școala de Arte, unde și-a cunoscut tutorii, profesorul Bertok și profesorul Matesan.

S-a alăturat trupei Enders, în calitate de clapetar, și a cântat la diferite festivaluri pentru copii și adolescenți.

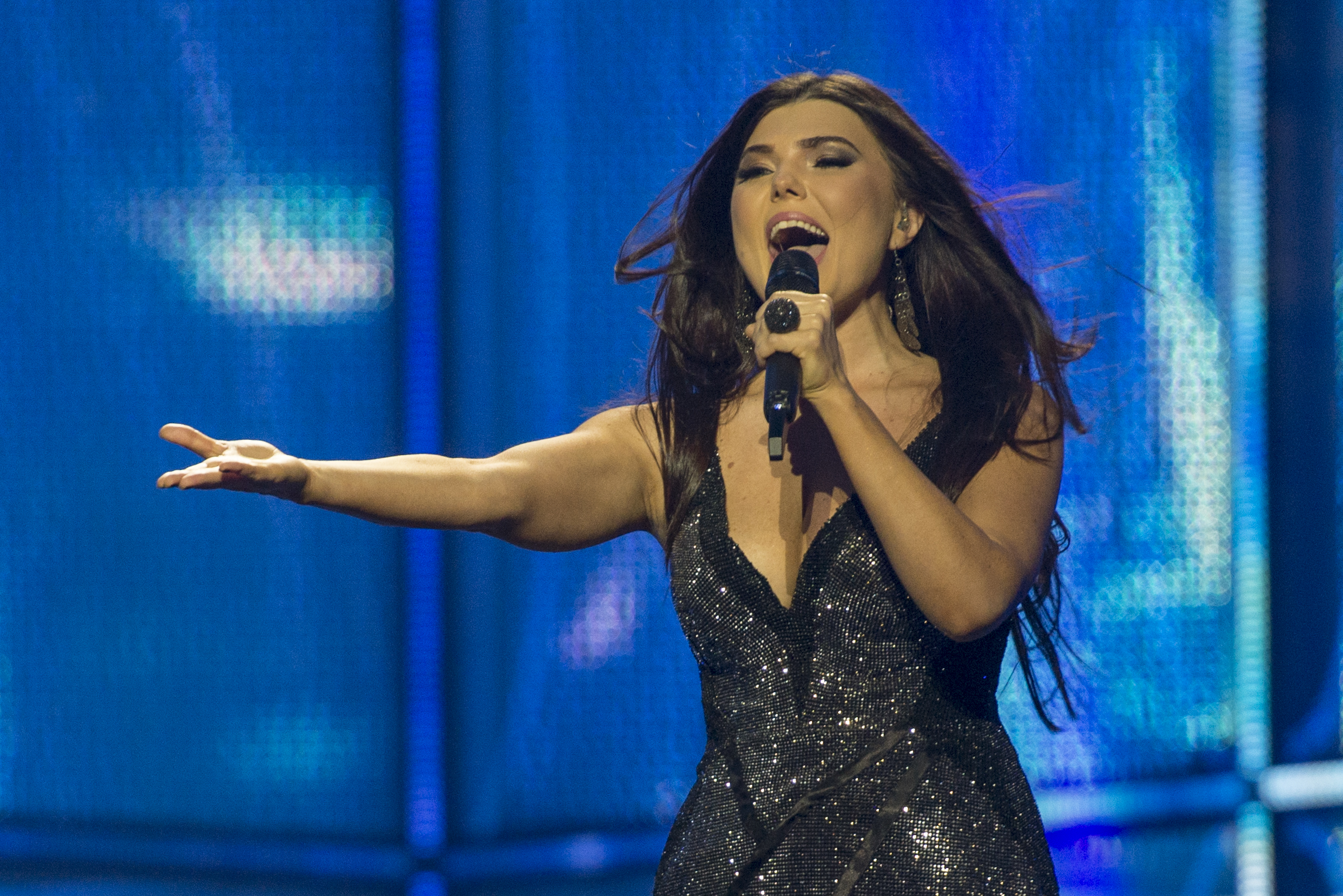
Paula Seling la Eurovision 2014, Copenhaga, 2014.

Paula este trilingvă și vorbește, scrie și compune în franceză, engleză și română. În plus ea mai are performanțe bune și în italiană.
Este un susținător deschis al libertăților personale, a drepturilor individuale și a drepturilor omului.
A cântat alături de Al Bano, Anita Doth (solista trupei 2 Unlimited), Tony Hawks și în deschiderea concertelor extraordinare susținute în România de Joan Baez (27 iunie 1997), Chick Corea (9 noiembrie 1998), Michael Bolton (7 iulie 2007), Beyonce (26 octombrie 2007). A colaborat cu realizatoarea de video clipuri Andreea Păduraru obținând pentru una din aceste colaborări și un premiu (împreună cu regizoarea) în anul 2003 pe MTV.
Căsătorită în 2005, Seling și-a deschis propria casă de producție Unicorn Records, împreună cu fratele său, Paul Seling și cu soțul său.

## Primul pas în lumea muzicii
Paula Seling a decis să cânte rock, jazz, jazz-rock, soul, ritm și blues și mai multe, dar, din păcate, nu și-a dat seama cât de mare a fost acest obiectiv. La acea vreme, muzica unplugged a devenit populară atât de Paula, a sugerat oamenilor la Fundația Phoenix, care lucrează împreună cu ea pentru a adăuga acest gen de muzică la un album. Dana Cristescu a avut ideea de a-l implica pe Nicu Alifantis cu compunerea și producerea acestui album. Paula Selling își amintește că el i-a oferit niște cântece care urmează să fie înregistrate la început. Prin urmare, ea a ales "Ploaie în Luna lui Marte" pentru a fi prima piesă. Paula își amintește în mod clar "toți ochii luminoși se uitau la mine cu amabilitate așa cum am fost în căutarea publicului și sute de voci au cântat cu mine" infernaaaal ploouuaaa "și" noooi ne iubeaaam ... este un sentiment uimitor. A fost frumos să văd că oamenii erau fericiți și se bucurau de muzica mea! "
Artista băimăreană a lansat mai mult de treisprezece albume (inclusiv trei albume de Crăciun) și peste douăzeci de single-uri, inclusiv două top zece-hit-uri în Top 100 românesc, un hit european minor, care a intrat în topurile din Finlanda și Norvegia,  precum UK Singles Chart, și are  o poziție bună pe diagramă la nivel mondial de popularitate de numele Starcount, care a îngrijorat artiștii din întreaga lume.

## Performanțe muzicale
În 2009 lansează videoclipul single-ului Believe de pe albumul cu același nume, album ce avusese lansarea cu o lună înainte, adică pe 10 iunie, la Silver Church.

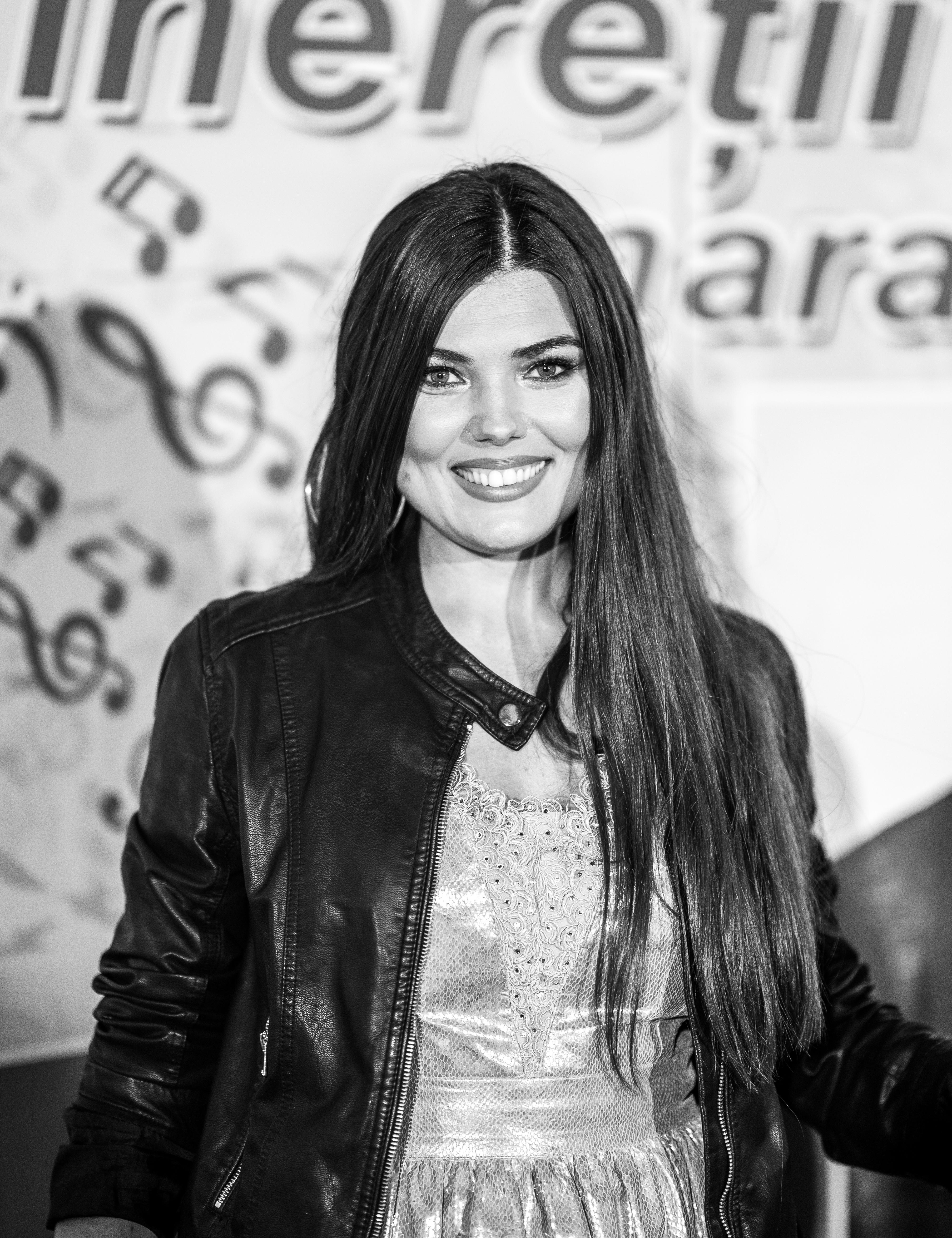
Paula Seling la Festivalul Tinereții Amara 2019

Pe 6 martie 2010, împreună cu partenerul ei de scenă Ovi, se califică în finala Eurovision 2010 de la Oslo cu piesa Playing With Fire.
Pe 29 mai 2010, alături de Ovi, obține locul 3 în finala Eurovision 2010 de la Oslo.
În anul 2011 acceptă invitația Walt Disney România pentru a-și împrumuta pentru prima oară vocea într-un film animat, aceasta fiind Holley Viteză în filmul Mașini 2 (Cars 2), în original vocea aparținându-i lui Emily Mortimer.
În 2012 a fost aleasă de Walt Disney pentru a înregistra piesa "Duhul Meu Flies" ("Chiar pot zbura"), pentru Pixar Academy Award.
Pe 8 mai 2014, participând în semifinala a doua de la Eurovision 2014 împreună cu Ovi, se califică în finala Eurovision de la Copenhaga cu piesa "Miracle".
Pe 10 mai 2014, Paula și Ovi obțin locul 12 în finala Eurovision 2014 de la Copenhaga.
În data de 24 mai 2014, Paula Seling a fost declarată cea mai frumoasă participantă de la Eurovision 2014. Paula a adunat aproape 30.000 de voturi pe site-ul wiwiblogs.com, adjudecându-și astfel coronița de ”Eurovision Next Top Model 2014” în detrimentul irlandezei Kasey Smith și a olandezei Ilse DeLange. Este pentru a doua oară în ultimii patru ani când Paula a reușit să obțină titlul de cea mai frumoasă concurentă a concursului muzical european, după ce în 2010 tot ea a fost câștigătoarea.

## Premii
În palmaresul ei se află numeroase premii și trofee:
- Locul I - Festivalul de la Mamaia, sectiunea Creație, cu piesa " Prin ochii tăi pot visa" ( Muzica: Cristian Faur, Versuri: Dana Dorian )
- Trofeul festivalului Cerbul de Aur din Brașov (2002) cu piesele Noapte caldă (compoziție proprie, în varianta din limba engleză, If You Want It) și That Old Devil Called Love
- Cea mai bună voce feminină din România la Premiile Industriei Muzicale Românești (2002)
- Cea mai bună artistă într-un videoclip la Video Music Awards MTV România (2002)
- Premiul „Femeia anului 2002” acordat de revista Avantaje
- Trofeul festivalului Mamaia (1997) cu piesa Trurli
- Șlagărul anului la secțiunea „șlagăre pop-rock” - Mamaia '99 cu piesa Ploaie în luna lui Marte (Nicu Alifantis/Nichita Stănescu)
- Trofeul „Aurelian Andreescu” - București, 1996
- Trofeul Armonia, Festivalul pentru Copii și Tineret - București, 1996
- Locul I la Festivalul Ursulețul de Aur - Baia Mare, 1996;
- Premii internaționale la festivalurile „Fidof” din Cesme, (Turcia), Skopje (Macedonia), La Valletta (Malta)

## Discografie
- 1998 – Only love
- 1998 – Știu că exist
- 1998 – Colinde și cântece sfinte - împreună cu Narcisa Suciu
- 1999 – De dragoste (10 Cântece De Nicu Alifantis)
- 2001 – Mă voi întoarce
- 2001 – Știi ce înseamnă
- 2001 – Prima selecție
- 2002 – Albumul de Crăciun
- 2003 – Fără sfârșit
- 2006 – De Sărbători
- 2008 – 1998-2008
- 2009 – Culeg vise
- 2009 – Believe
- 2010 – A mai trecut un an
- 2010 – La Umbra Crucii Tale
- 2013 – One mile of Words
- 2015 – Povești de iarnă
- 2018 – Steaua răsare
- 2022 - Lasă Doamne dor
- 2022 - Mândru cer senin
- 2022 - Toată lumea Are-un Dor

## Premii și nominalizări
| An     | Tip                              | Premiu                                  | Rezultat     |
| ------ | -------------------------------- | --------------------------------------- | ------------ |
| 2002   | Golden Stag Festival             | Golden Stag Trophy                      | Câștigat     |
| 2002   | Romanian Musical Industry Awards | Best Female                             | Câștigat     |
| 2002   | MTV Romanian Music Awards        | Best Music Video                        | Câștigat     |
| 2002   | "Avantaje" Magazine              | Woman of the Year                       | Câștigat     |
| 2000's | Fildorf Festival                 | Various Awards                          | Câștigat     |
| 2010   | Selecția Națională               | România la Concursul Muzical Eurovision | Câștigat     |
| 2010   | RRA Awards                       | Best Pop Album                          | Câștigat     |
| 2010   | RRA Awards                       | Best Pop Song                           | Câștigat     |
| 2010   | Eurovision 2010                  | Semifinală                              | Locul 4      |
| 2010   | Eurovision 2010                  | Finală                                  | Locul 3      |
| 2011   | "Successful Women Awards"        | Young Talents                           | Câștigat     |
| 2011   | "RRA Awards 2011"                | "Artist of the Year"                    | Câștigat     |
| 2011   | "RRA Awards 2011"                | "Female Performance of the Year"        | Nominalizare |
| 2011   | "RRA Awards 2011"                | "Best Pop Song" (Playing With Fire)     | Câștigat     |
| 2014   | Selecția Națională               | România la Concursul Muzical Eurovision | Câștigat     |
| 2014   | Eurovision 2014                  | Semifinală                              | Locul 2      |
| 2014   | Eurovision 2014                  | Finală                                  | Locul 12     |